# Saint-Paul-en-Jarez
Saint-Paul-en-Jarez este o comună în departamentul Loire din sud-estul Franței. În 2009 avea o populație de 4.090 de locuitori.

## Evoluția populației
| An        | 1975  | 1982  | 1990  | 1999  | 2006  | 2009  |
| --------- | ----- | ----- | ----- | ----- | ----- | ----- |
| Populație | 3.360 | 3.819 | 4.179 | 4.129 | 3.992 | 4.090 |